# Cheumatopsyche indica
Cheumatopsyche indica är en nattsländeart som först beskrevs av Navás 1932.  Cheumatopsyche indica ingår i släktet Cheumatopsyche och familjen ryssjenattsländor. Inga underarter finns listade i Catalogue of Life.